# Hain Rebas
Hain Rebas (* 23. Januar 1943 in Tallinn) ist ein estnischer Historiker und Politiker.

## Leben
Aufgewachsen im schwedischen Göteborg, nahm Rebas nach dem Abitur an der dortigen Universität ein Geschichtsstudium auf, welches er 1967 mit dem Kandidatgrad abschloss. 1976 erlangte er den philosophischen Doktorgrad; 1980 nahm er den Ruf auf den Lehrstuhl für Nordische Geschichte an der Christian-Albrechts-Universität zu Kiel an. Dort war er, abgesehen von einer kurzen politischen Karriere als Verteidigungsminister in Estland (21. Oktober 1992 bis 5. August 1993 im Kabinett von Mart Laar), bis zu seiner Pensionierung im März 2008 tätig.

## Schriften (Auswahl)
- Infiltration och handel. Studier i senmedeltida nordisk Balticumpolitik i tiden omkring 1440–1479, Historiska Inst., Göteborg 1976 (Diss. Universität Göteborg)
- Otto Torbjörnssons Hinrichtung 1475. Ein schwedisches Drama mit nordeuropäischem Hintergrund. In: Historisk tidskrift, Jg. 1984, S. 283–302.
- Probleme des kommunistischen Putschversuches in Tallinn am 1. Dezember 1924. In: Annales societatis litterarum Estonicae in Svecia, Band 9 (1985), S. 161–200.
- König Karl Knutsson (Bonde) von Schweden und der Streit um die sogenannten Hagenschen Güter in Estland (Alt-Livland). In: Homburger Gespräche, Jg. 1990, S. 29–65.
- Vor 50 Jahren und heute. Estland zwischen Deutschland und der Sowjetunion. In: Robert Bohn (Hrsg.): Neutralität und totalitäre Aggression. Nordeuropa und die Großmächte im Zweiten Weltkrieg, Steiner, Stuttgart 1991 (= Historische Mitteilungen, Beiheft 1), S. 25–46, ISBN 3-515-05887-7.
- Probleme der militärischen Sicherheit in der baltischen Region und im Ostseeraum. In: Boris Meissner (Hrsg.): Die Außenpolitik der baltischen Staaten und die internationalen Beziehungen im Ostseeraum, Bibliotheca Baltica, Hamburg 1994, S. 187–254, ISBN 9985-800-07-9.
- Europe and the future of the Baltic Republics. In: Perspectives. Review of international affairs, Jg. 1994/1995, S. 34–44.
- Reflections on a Nation's fate. Estonian Ethnography in Historical Perspective. In: Gert von Pistohlkors (Hrsg.): Bevölkerungsverschiebungen und sozialer Wandel in den baltischen Provinzen Russlands 1850–1914, Inst. Nordostdt. Kulturwerk, Lüneburg 1995, S. 261–289, ISBN 3-922296-80-7.
- Estonia. In: Axel Krohn (Hrsg.): The Baltic Sea Region. National and international security perspectives, Nomos, Baden-Baden 1996 (= Demokratie, Sicherheit, Frieden, Band 105), S. 27–39, ISBN 3-7890-4439-3.
- Die Axelsöhne (Tott) und der Narvahandel 1468–1478. In: Norbert Angermann (Hrsg.): Fernhandel und Handelspolitik der baltischen Städte in der Hansezeit. Beiträge zur Erforschung mittelalterlicher und frühneuzeitlicher Handelsbeziehungen und -wege im europäischen Rahmen, Verl. Nordostdt. Kulturwerk, Lüneburg 2001 (= Schriften der Baltischen Historischen Kommission, Band 11), S. 177–199, ISBN 3-932267-19-2.
- Dependence and opposition. Problems in Soviet Estonian Historiography in the Late 1940s and Early 1950s. In: Journal of Baltic Studies, Band 36 (2005), S. 423–448.

Festschrift
- Michael Engelbrecht u. a. (Hrsg.): Rund um die Meere des Nordens. Festschrift für Hain Rebas, Boyens, Heide 2008, ISBN 978-3-8042-1262-6.